# John Guier Scott

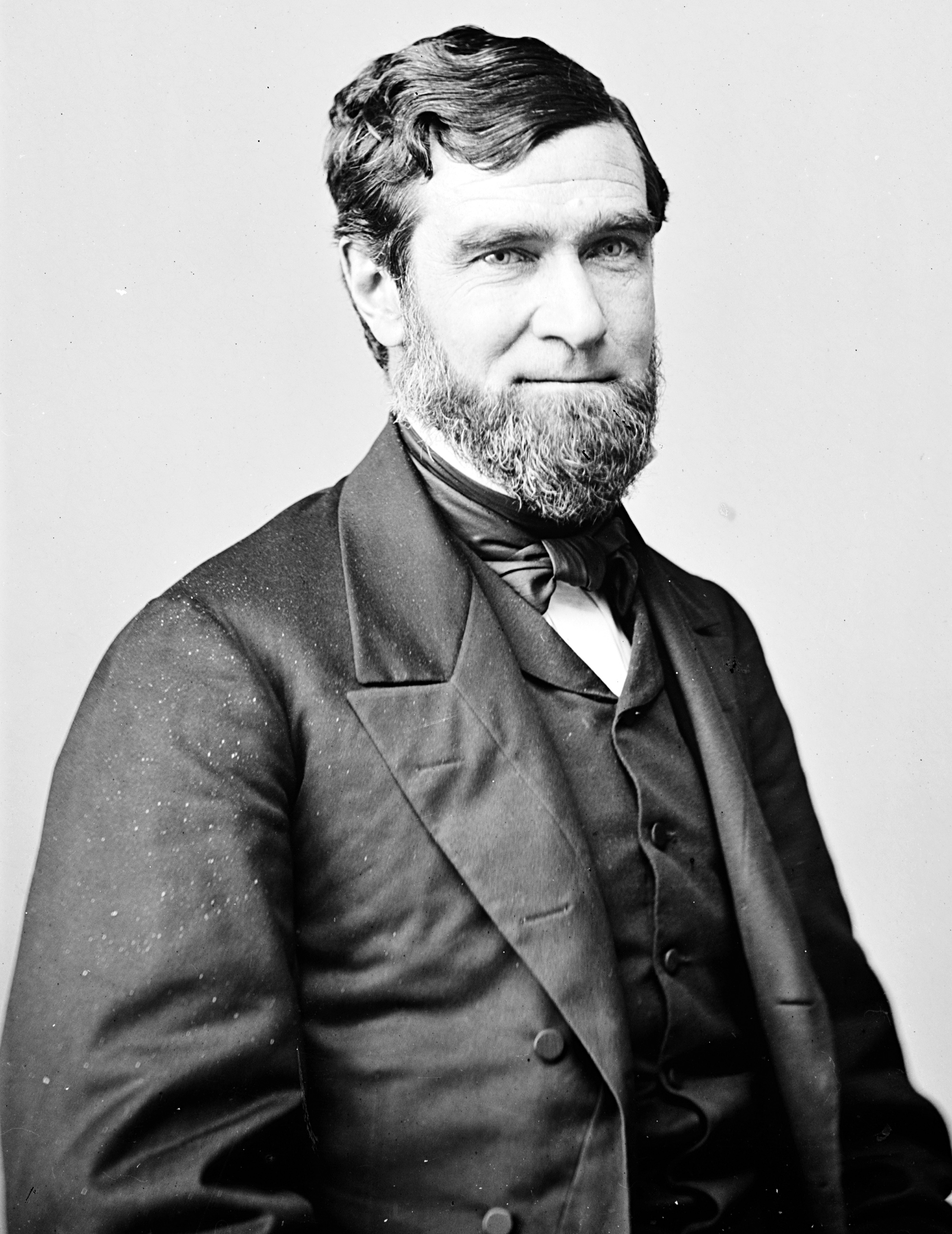
John Guier Scott

John Guier Scott (* 26. Dezember 1819 in Philadelphia, Pennsylvania; † 16. Mai 1892 in Oliver Springs, Tennessee) war ein US-amerikanischer Politiker. Zwischen 1863 und 1865 vertrat er den Bundesstaat Missouri im US-Repräsentantenhaus.

## Werdegang
Nach der Vorschule besuchte John Scott die Bethlehem Academy in Pennsylvania, wo er das Bauwesen studierte. Im Jahr 1842 zog er nach Missouri und wurde dort Manager der Iron Mountain Co. 1858 gründete er in Irondale seine eigene Firma mit dem Namen Irondale Iron Co.; gleichzeitig begann er als Mitglied der Demokratischen Partei eine politische Laufbahn.
Im Jahr 1862 kandidierte er noch erfolglos für den Kongress. Nach dem Tod des Abgeordneten John William Noell wurde Scott dann bei der fälligen Nachwahl für den dritten Sitz von Missouri als dessen Nachfolger in das US-Repräsentantenhaus in Washington, D.C. gewählt, wo er am 7. Dezember 1863 sein neues Mandat antrat. Bis zum 3. März 1865 beendete er die angebrochene Legislaturperiode. Seine Zeit im Kongress war von den Ereignissen des Bürgerkrieges geprägt.
Nach seinem Ausscheiden aus dem US-Repräsentantenhaus arbeitete John Scott für einige Zeit als Apotheker in St. Louis. Außerdem war er im Bergbau tätig. Im Jahr 1868 baute er in Scotia Heizöfen. 1870 kehrte er nach St. Louis zurück. Um das Jahr 1880 zog er in das östliche Tennessee. Er starb am 16. Mai 1892 in Oliver Spings und wurde in St. Louis beigesetzt.